# Division Germania
Division Germania (DG) ist ein Rechtsrock-Projekt des Neonazis und Hammerskins Andreas Koroschetz aus Mönchengladbach, der seine Stücke mit wechselnden Gast-Musikern spielt.

## Bandgeschichte
Das Ein-Mann-Projekt wurde im Jahr 2000 von Andreas Koroschetz gegründet. Bisher wurden sechs Musikalben und eine Split-Veröffentlichung mit Macht & Ehre veröffentlicht. Auf den Veröffentlichungen wird Koroschetz von verschiedenen Gastmusikern unterstützt, die jedoch anonym bleiben. Die Gruppe beteiligte sich ebenfalls an der Projekt-Schulhof-CD 2009 der NPD zur Bundestagswahl 2009 sowie der aus der Freien Kameradschaftsszene stammenden CD Schulhof CD – 60 Minuten Musik gegen 60 Jahre Umerziehung von 2007. Bisher wurden drei Alben der Gruppe von der Bundesprüfstelle für jugendgefährdende Medien indiziert.

## Andreas Koroschetz
Andreas Koroschetz (geb. 1983) ist Krankenpfleger und Mitglied der neonazistischen Kameradschaft Aachener Land. Zur Bundestagswahl 2005 trat Koroschetz für die NPD als Direktkandidat im Wahlkreis Mönchengladbach an und errang mit 1,1 % Erststimmen das schlechteste Ergebnis der sechs Direktkandidaten. Zuvor war er bereits bei der Landtagswahl in Nordrhein-Westfalen 2005 im Wahlkreis Wesel II angetreten und erhielt 0,8 % der Stimmen. Er ist Anhänger der Reichsbürgerbewegung.
Koroschetz war Schlagzeuger der Rechtsrock-Band Sleipnir und hat zwei Alben der neonazistischen Band Macht & Ehre eingespielt. Macht & Ehre (später auch: Schwarzer Orden) und Division Germania haben sich vormals gegenseitig unterstützt und bei Veröffentlichungen zusammengearbeitet, bevor sich die Wege trennten. Koroschetz ist auch als Gitarrist und Texter der Nazipunk-Band Rotte Charlotte in Erscheinung getreten.

## Diskografie

### Tonträger
- 2003 – Antagonist (Debütalbum), erschienen bei PC-Records (Chemnitz), am 29. Oktober 2005 indiziert (BAnz. Nr. 206)
- 2004 – ...und ewig lebt das Reich, erschienen bei PC-Records, am 29. Januar 2005 indiziert (BAnz. Nr. 20)
- 2004 – Hass schürender Lärm, Split-CD mit Macht & Ehre (7 Lieder von DG und 4 Lieder von M&E), erschienen bei PC-Records
- 2006 – Nemesis, erschienen bei PC-Records, indiziert am 29. Dezember 2006 (BAnz. Nr. 244)
- 2009 – Manifest, erschienen bei PC-Records
- 2013 – Land im Sturm, EP erschienen bei Wewelsburg Records
- 2015 – 2003–2006 (Kompilation), erschienen bei Das Zeughaus

### Samplerbeiträge
- 2004 – Solidarität, Sampler erschienen bei PC-Records – Track 14 Fighting the World (Coverversion eines Manowar-Songs)
- 2004 – Status Quo Germania – Track 3 Anti-Antifa und Track 4 Fighting the World (Manowar-Cover)
- 2005 – European Sons of Glory, Sampler erschienen bei PC-Records – Track 3 Son of Britain (Saga-Cover) und Track 4 Europa
- 2005 – Tribute to Freikorps, Tributealbum von DG, Sleipnir und M&E erschienen bei PC-Records – Track 4 Die Barrikade brennt, Track 5 Deutschland und Track 6 Land meiner Väter (indiziert 2009)
- 2007 – World Wide War Vol. 1, Sampler erschienen bei Perimetro – Track 07 Zeiten kommen – Zeiten gehen, Track 08 Jugend in Bewegung, Track 09 Rottwachtmeister
- 2009 – Solidarität III, Sampler erschienen bei PC-Records – Track 14 Der Morgen wird unser sein
- 2016 – FreilichFrei – Acoustic Covers – Track 15 Stein um Stein